# Најтстаун (Индијана)
Најтстаун (енгл. Knightstown) град је у америчкој савезној држави Индијана.

## Демографија
По попису из 2010. године број становника је 2.182, што је 34 (1,6%) становника више него 2000. године.
| Група             | 2000.         | 2010.         |
| Белци             | 2.122 (98,8%) | 2.133 (97,8%) |
| Афроамериканци    | 9 (0,4%)      | 3 (0,1%)      |
| Азијати           | 2 (0,1%)      | 3 (0,1%)      |
| Хиспаноамериканци | 5 (0,2%)      | 13 (0,6%)     |
| Укупно            | 2.148         | 2.182         |